# Revoluzzer
Revoluzzer ist eine abwertende Abwandlung des Begriffes „Revolutionär“ (für Personen gebraucht).
Der Ausdruck ist nicht notwendigerweise so negativ besetzt wie das bedeutungsmäßig nahestehende „Radikalinski“;
als Spottbegriff für einen „Möchtegern-Revolutionär“ taucht er beispielhaft in dem Gedicht „Der Revoluzzer“ von Erich Mühsam aus dem Jahr 1907 auf. In diesem Gedicht persiflierte Mühsam die Rolle der deutschen Sozialdemokratie während des Kaiserreichs.
Eine weitere Abwandlung dieses Wortes stellt der „Salonrevoluzzer“ dar. Als solcher wird spöttisch-scherzhaft jemand bezeichnet, der sich zwar verbal bestimmten Vorstellungen, Ideologien oder Ähnlichem anschließt (häufig, um einem bestimmten Zeitgeist zu entsprechen), aber mit deren Umsetzung nichts zu tun haben möchte.